# إيفاريست غالوا
إيفاريست جالوا (بالفرنسية: Evariste Galois)‏ هو عالم رياضي فرنسي عاش في القرن التاسع عشر.كان عالم رياضيات وناشطًا سياسيًا فرنسيًا. فبينما كان لا يزال في سن المراهقة، تمكن من تحديد شرط ضروري وكافٍ لحل كثير الحدود باستخدام الجذور، وبالتالي حل مشكلة ظلت مفتوحة لمدة 350 عامًا. وقد أرسى عمله الأساس لنظرية جالوا ونظرية الزمر، وهما فرعان رئيسيان من الجبر المجرد.
كان جالوا جمهوريًا متشددًا وكان متورطًا بشدة في الاضطرابات السياسية التي أحاطت بالثورة الفرنسية عام 1830. ونتيجة لنشاطه السياسي تم اعتقاله مرارًا وتكرارًا، وقضى عقوبة بالسجن لعدة أشهر. ولأسباب لا تزال غامضة، قاتل جالوا بعد وقت قصير من إطلاق سراحه من السجن في مبارزة وتوفي متأثرًا بالجروح التي أصيب بها.

## حياته
ولد في بور لا رين في 25 أكتوبر 1811 وتوفي في باريس في 31 مايو 1832. اهتمت أمه بتعليمه بنفسها طيلة السنوات 12 الأولى من حياته. التحق بثانوية لويس الأكبر سنة 1823. سئم من الدراسة سريعا ببلوغه سنة 14، وتزامن هذا مع تزايد اهتمامه بالرياضيات. فقد حصل على نسخة من كتاب «عناصر الهندسة» للرياضي أدريان ماري ليجاندر، قرأها كما تقرأ القصص وأتقنها من القراءة الأولى. وفي سن 15 بدأ يطلع على أعمال الرياضيين الكبار خصوصا نيلس هنريك أبيل وجوزيف لاغرانج. دخل إلى مدرسة الأساتذة العليا لاحقا.
في 29 مايو، الذي سبق موعد المبارزة ضد ضابط للدفاع عن شرف امرأة، أحس بأن موته غدا وشيكا، فأمضى الليل كله يكتب رسائل إلى صديقه أوجست شوفاليي، كانت بمثابة وصيته في الرياضيات. في هذه الرسائل كتب عن المعادلات التي تحل عن طريق جذور، وأعطى لمحات عن آخر أعماله في التحليل وطلب من صديقه نشرها في «المجلة الموسوعية». في اليوم التالي توفي متأثرا بجراحه وعمره 20 سنة. يعتقد البعض أن الشرطة السرية هي التي دبرت موته في المبارزة.
كان جمهوريا راديكاليا خلال ملك لويس فيليب.
معظم أعماله بقيت غامضة وغير مفهومة لمدة طويلة لأنه لم يجد الوقت الكافي لتفصيلها ليلة وفاته.
آخر كلماته كانت لأخيه
Ne pleure pas, Alfred ! J'ai besoin de tout mon courage pour mourir à vingt ans
و تترجم هاته المقولة بما يلي:
لا تبك يا ألفرد! أحتاج إلى شجاعتي كاملة لأموت وعمري عشرون سنة.

## أعماله
حدد الشرط الضروري والكافي لكي تكون دالة حدودية ما قابلة للحل. وقد أدت أعماله إلى تأسيس نظرية غالوا وهي نظرية مهمة في الجبر المجرد. كان أول من استعمل كلمة «زمرة» (بالفرنسية Groupe)، مصطلحا تقنيا في الرياضيات.

## وصلات خارجية
- إيفاريست غالوا على موقع الموسوعة البريطانية (الإنجليزية)